# Campionato italiano di calcio da tavolo 1995
Il ventunesimo campionato italiano di calcio da tavolo fu il primo organizzano dalla neonata F.I.S.C.T. (Federazione Italiana Sport Calcio Tavolo). Le gare si disputarono a Duino nel 1995. La competizione fu suddivisa nella categoria "Open", nella categoria "Under20", nella categoria "Under16" e nella categoria "Femminile".

## Medagliere
| Pos. | Regione               |   |   |   | Totale |
| ---- | --------------------- | - | - | - | ------ |
| 1    | Lombardia             | 3 | 0 | 1 | 4      |
| 2    | Toscana               | 1 | 0 | 0 | 1      |
| 3    | Friuli-Venezia Giulia | 0 | 2 | 1 | 3      |
| 4    | Veneto                | 0 | 2 | 0 | 2      |
| 5    | Lazio                 | 0 | 0 | 1 | 1      |
| 6    | Emilia-Romagna        | 0 | 0 | 1 | 1      |

## Risultati

### Categoria Open

#### Quarti di finale
- Salvatore Galiero - Alessandro Mastropasqua 3-6
- Giancarlo Giulianini - Andrea Casentini 1-0
- Stefano Scagni - Brian Benvenuto 3-0
- Fabrizio Sonnino - Eric Benvenuto 2-0

#### Semifinali
- Alessandro Mastropasqua - Fabrizio Sonnino 5-4 d.c.p.
- Giancarlo Giulianini - Stefano Scagni 1-2

#### Finale
- Alessandro Mastropasqua - Stefano Scagni 1-2 d.t.s.

### Categoria Under20

#### Semifinali
- Simone Bertelli - Matteo Suffritti 3-0
- Lorenzo Pinto - Karel Plessini 1-0

#### Finale
- Simone Bertelli - Lorenzo Pinto 3-2

### Categoria Under16

#### Finale
- Efrem Intra - Simone Righetto 3-0

### Categoria Femminile

#### Finale
- Nadia Calcina - Elena Intra 0-1 d.t.s.